# Aanbranden

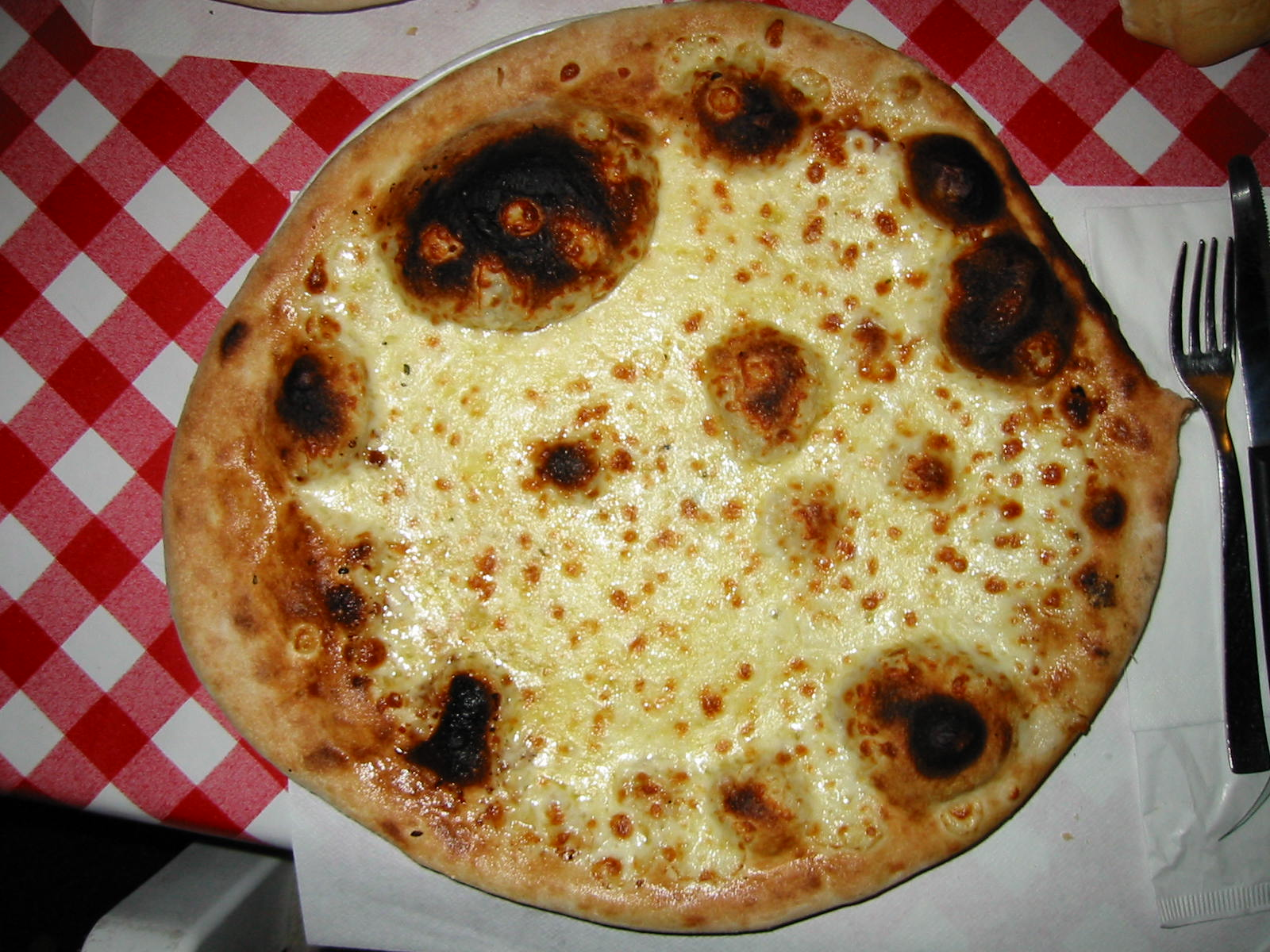
Een aangebrande pizza

Aanbranden is bij het bereiden van voedingsstoffen het proces waarbij het voedsel onbedoeld oververhit raakt. De organische verbindingen die erin voorkomen, worden in andere, maar ongewenste verbindingen omgezet die zich deels aan de wand van het kookgerei hechten.

## Voedselbereiding
Voedsel bevat meestal organische verbindingen, zoals eiwitten, vetten en koolhydraten. Omdat deze koolstofverbindingen vaak ongeschikt of zelfs ongewenst zijn voor directe opname door het lichaam, worden zij verhit. Koken is in feite een ontledingsreactie: de verbindingen gaan over in andere, beter verteerbare of opneembare verbindingen. Dit chemische proces verloopt goed bij een temperatuur van 100 graden Celsius.

## Oorzaken
De temperatuur van het te bereiden mengsel kan onverhoopt toch te hoog worden, met name doordat:
- het water in het mengsel geheel verdampt (“verkookt”), en dus niet langer in staat is de temperatuur te reguleren;
- er nog wel water in het mengsel aanwezig is, maar het mengsel onvoldoende homogeen is. In bepaalde gedeelten ervan is geen water (meer) aanwezig, waardoor er plaatselijke oververhitting, en daarmee plaatselijke aanbranding, optreedt.

Bereiden in olie of vet gaat van hetzelfde principe uit, maar vindt bij hogere temperatuur plaats. Olie en vet hebben een hoger kookpunt dan water, waardoor de temperatuur boven de 100°C kan stijgen. De kans op aanbranden is hier dan ook wat groter.

## Vormen

### Gewenste vormen
Lichte vormen van aanbranding gaan niet verder dan een oppervlakkig schroeien van het voedsel. Dit kan bewust worden gedaan, omdat het lichte schroei-effect juist gewenst is. Bij bakken, braden en barbecueën wordt het aangewend, alsook bij de bereiding van tosti's en andere geroosterde producten. 
Een andere lichte vorm van aanbranden is het karamelliseren van suiker. Dat wordt zo hoog verhit (maar niet te hoog) dat het gedeeltelijk ontleed en door het koolstof dat ontstaat bruin verkleurt.

### Ongewenste vormen
Bij aanbranden gaan, net als bij koken of bijvoorbeeld braden, de stoffen in het voedsel door chemische processen over in andere stoffen. Maar anders dan bij koken en braden, en anders dan in de bovengenoemde gevallen, zijn dat ongewenste andere stoffen. Sommige van die stoffen komen duidelijk zichtbaar vrij, andere vallen minder op maar zijn niet minder schadelijk. Voorbeelden zijn:
- Koolstof en koolstofverbindingen, die mede zorgen voor de zwarte verkleuring van de stof.
- Kankerverwekkende stoffen, waarvan de bekendste wellicht de PAK's zijn. Van deze polycyclische aromatische koolwaterstoffen zijn er honderden bekend, met als bekendste BaP of benzo(a)pyreen. De carcinogene werking, die nog niet volledig wordt begrepen, wordt geweten aan de gemakkelijke opneembaarheid in het lichaam en aan het aangaan van verbindingen met lichaamseigen stoffen. Ook kankerverwekkende heterocyclische aminen kunnen vrijkomen, alsook schadelijke verbrandingsproducten van aminozuren.
- Stikstofoxiden en koolmonoxide kunnen (evenals de meer vluchtige onder de bovengenoemde stoffen) in de lucht vrijkomen.

Een wat verder van de huiselijke haard verwijderd voorbeeld kan optreden bij de bierbereiding, wanneer de suiker in het bereidingsmengsel onverhoopt zozeer verhit raakt dat het (ongewenst) karameliseert.

## Tegenmaatregelen

### Voorzorg
Door middel van een aantal praktische maatregelen kan aanbranden worden voorkomen.
- Bereiding in een hogedrukpan zorgt weliswaar voor een hogere temperatuur, en daardoor voor een kortere bereidingstijd, maar doordat de pan afgesloten is, kan water slecht ontsnappen. Het gevaar van droogkoken is daardoor geringer.
- Voedsel dat zeer gelijkmatig, zeer regelmatig en zeer geleidelijk moet worden verhit, bereidt men au bain-marie.
- Bij een gasfornuis kan voor gerechten die wat langer op een kleine vlam verwarmd moeten worden, zoals suddervlees of pap, een vlamverdeler of sudderplaatje  gebruikt worden.
- Met name bij melk is de samenstelling van het te bereiden voedsel van belang. Is het vetgehalte hoger, dan zal de melk minder snel aanbranden. Hetzelfde effect wordt beoogd met een traditioneel huismiddeltje: aan de melk wordt dan vooraf wat suiker toegevoegd. Een ander oud huismiddel, dat de voedingswaarde van de vloeistof niet beïnvloedt, is het plaatsen van een knikker in de melkpan.

### Nazorg
Pannen die door aanbranding zijn aangekoekt, probeert men wel door middel van krabben en schuren te reinigen. Doorgaans wordt deze methode echter ontraden. De mechanische bewerking veroorzaakt krassen in het panoppervlak, die op hun beurt in de toekomst het aanbranden juist in de hand werken.
Een veiliger methode is om in de pan enige tijd een sterke soda-oplossing in water te koken. Het aankoeksel is in het algemeen daarna vrij gemakkelijk weg te borstelen. Ook meer agressieve stoffen (zoals ovenreinigers of wasmiddelen) worden wel aangewend.

## Andere betekenissen
- In de betonbouw betekent “aanbranden” het aanbrengen van een nieuwe laag beton op een oudere, door middel van een hechtende tussenlaag.